# Алаш (река)
Ала́ш (в верховье — Чульча́ или Чуль-Ча, Ташту-Хем, Казактанма) — река в России, течёт по территории Барун-Хемчикского, Бай-Тайгинского и Сут-Хольского кожуунов Республики Тыва. Левый приток Хемчика. Длина реки составляет 172 км, площадь водосборного бассейна — 4630 км². Нижнее течение реки проходит по Алашскому плато.
В 142 км от устья в Алаш справа впадает Козер.

## Данные водного реестра
По данным государственного водного реестра России относится к Енисейскому бассейновому округу. Речной бассейн озера — Енисей, речной подбассейн озера — Енисей между слиянием Большого и Малого Енисея и впадением Ангары, водохозяйственный участок озера — Енисей от истока до Саяно-Шушенского гидроузла.
Код объекта в государственном водном реестре — 17010300112116100009277.